# 圣热内德博宗
圣热内德博宗（法語：Saint-Genest-de-Beauzon，法語發音：[sɛ̃ ʒənɛ də bozɔ̃]）是法国阿尔代什省的一个市镇，属于拉让蒂耶尔区。

## 地理
圣热内德博宗（44°26'33"N, 4°11'14"E）面积5.31 平方千米，位于法国奥弗涅-罗讷-阿尔卑斯大区阿尔代什省，该省份为法国东南部内陆省份，北起顺时针与卢瓦尔省、伊泽尔省、德龙省、沃克吕兹省、加尔省、洛泽尔省和上盧瓦爾省接壤。
与圣热内德博宗接壤的市镇（或旧市镇、城区）包括：莱萨雄斯、拉布拉谢尔、派扎克。
圣热内德博宗的时区为UTC+01:00、UTC+02:00（夏令时）。

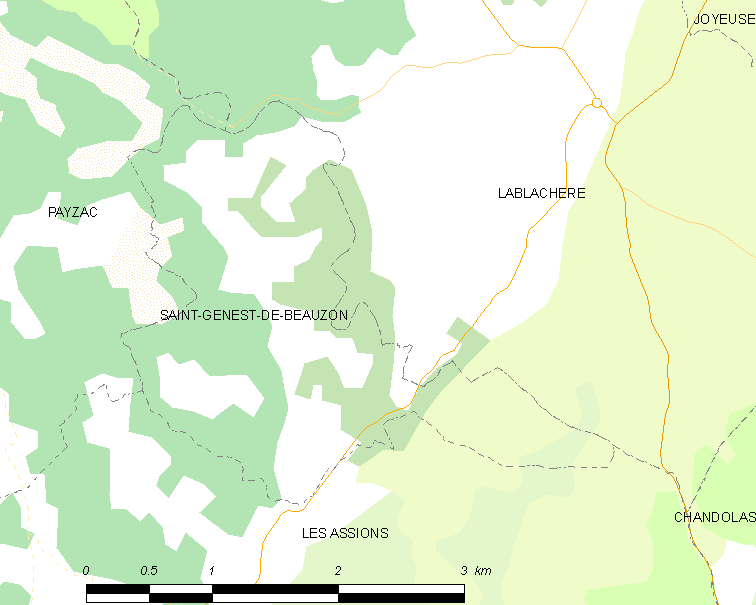
圣热内德博宗的OSM定位图

## 行政
圣热内德博宗的邮政编码为07230，INSEE市镇编码为07238。

## 政治
圣热内德博宗所属的省级选区为阿尔代什塞文县。

## 人口

1962-2008年间圣热内德博宗人口变化图示

圣热内德博宗于2022年1月1日时的人口数量为335人。